# История на Дания
Дания (на датски: Danmark) възниква през VІІІ в. като кралство на датчаните.
Първите хора населявали земите на днешна Дания са ловци и други номади, които се появяват през последния ледников период около 12 000 г. пр.н.е. Около 3000 г. пр.н.е. вече има сведения за ранни земеделски общности, обработващи земята с каменни сечива, макар че скоро след това се появяват бронзови, а след това и железни. На границата между старата и новата ера те осъществяват връзки с Римската империя, чиито граници стигат почти до земите им. По това време полуостров Ютланд и островите в Датските протоци са населени с население с германски произход.
По-конкретното му название е викинги. Епохата на викингските нашествия започва през 793 г. и продължава два века и половина. Първата им жертва са Британските острови. Датски викинги се заселват в Англия и в Нормандия (северна Франция). По времето на Кнут Велики датските крале владеят също Норвегия, южна Швеция, Англия, Исландия, Гренландия и няколко архипелага в Атлантическия океан. През 965 г. крал Харалд I Синезъби приема християнството, но това не спира експанзията. Датчаните завземат земи в северна Германия и Прибалтика.
През 1397 г. се създава Калмарската уния, с която датската кралица Маргарете І обединява под властта си Норвегия и Швеция. Това е времето на най-голямо политическо могъщество на Дания. Унията оцелява до напускането на Швеция през 1523 г., докато съюзът с Норвегия приключва чак през 1814 г.
ХVІ и ХVІІ в. отбелязват свиване на датското влияние и редица поражения от Швеция. На Скандинавския полуостров кралството губи областите Халанд, Блекинге и най-ценната от тях – Сконе (Скания). При Кристиан IV Дания участва в Тридесетгодишната война, което завършва с унизително поражение. Дори Сконската война (1676 – 1679) не носи реванш, нито Великата северна война (1699 – 1721), макар че в нея Швеция е победена. Политическите неудачи трасират пътя за налагането на кралски абсолютизъм, добре организирана администрация, ефективно събиране на данъците и дълбоко проникване на модерните философски и просвещенски идеи. Сериозно подобряване се отчита в селското стопанство, прокопават се канали и се строят пътища. През 1784 г. е отменено крепостното право, а през 1814 г. началното образование става задължително. От 1849 г. Дания е конституционна монархия.
През ХІХ в. главният проблем пред Дания е да съхрани властта си над херцогствата Шлезвиг и Холщайн, които Прусия (после Германия) оспорва. Страната успява да ги запази през 1848 г., но ги изгубва през 1864. Част от тези територии тя си връща след плебисцит през 1920 г.
През І световна война Дания запазва неутралитет. В следвоенния период с помощта на кооперативното движение икономиката отбелязва значителен прогрес. Производството на пшеница, млечни и други животински продукти се удвоява. Страната се индустриализира. Работниците получават широки социални права. Този златен период приключва на 9 април 1940 г., когато Дания е окупирана от нацистка Германия. Датчаните развиват известно съпротивително движение, което допринася за освобождението на 5 май 1945.
На 1 януари 1973 г. Дания влиза в ЕИО, която по-късно се превръща в Европейския съюз, участва в НАТО и ООН. Днес Дания е конституционна монархия с представителна демокрация, силен защитник на свободната търговия и човешките права.

## Праистория и древност
Хора са оставили следи от съществуването си в Дания от около 130 000 г. пр.н.е., но учените смятат, че това население е непостоянно. Вероятно през последния ледников период датските земи не са били обитавани, освен през последните му етапи. С оттеглянето на ледовете тук се установяват големи стада елени, които водят след себе си групи ловци. По това време географията на региона е доста различна – поради по-ниското ниво на океаните полуостров Ютланд е свързан с Британските острови и със Скандинавия. Покрива се с гъста гора, пълна с диви животни. Днешните учени наричат този период „горска епоха“. Чак около 6000 г. пр.н.е. страната придобива днешния вид.
През ІV хил. пр.н.е. раздвижването на народите води дотам, че на Ютланд се настаняват германски племена. Те познават земеделието и оставят следи от села и градове. Погребват мъртъвците в масови гробове (некрополи), от които са открити стотици. Поддържат търговски връзки с Римската империя,чиито граници през І в. сл. н. е. се доближават до техните земи. Точно римски автори (Тацит, Тит Ливий) дават първите сведения за германските народи, към които принадлежат и датчаните. Преобладаващото мнение на историците е, че кимврите и тевтоните, които нахлуват в Рим с огромна енергия в края на ІІ в. пр.н.е., са тръгнали именно от Ютланд (виж Кимврийска война).
По времето на Тацит названието дани или датчани все още не съществува. То се появява във формата Daner по време на Великото преселение на народите. Първият автор, който ги споменава по този начин, е Йорданес. Според него те се преселили в днешните си земи от Швеция. Имали добре развито земеделие (пшеница, ръж, просо), плавали по околните морета, поддържали контакти с другите варварски народи на север от Рим. Знае се също, че през тях минава търговията с дървен материал и кожи, докарвани от днешните руски земи към западните провинции на империята.

## Средновековна Дания

### Епоха на Викингите
Викинги е названието на различни народности от района на Скандинавия, най-вече датчаните и норвежците. Често не е възможно да се определи точната етническа принадлежност на викингските предводители. Името викинги се свързва с незапомнени нашествия по море и суша към християнските страни. Те се дължат както на стремежа към грабежи на по-богатите общества, така и на бързото нарастване на населението. Ето защо нашествията обикновено водят до заселване на завладени и открити земи. Първото известно нападение е осъществено през 793 г. над манастира Линдисфарн в Шотландия. В следващите десетилетия като вълна викингите опустошават и други части от Британските острови, бреговете на Франкската империя, нахлуват по течението на големите реки – Елба, Везер, Рейн, Маас, Шелда, Сена и Лоара. През 844 г. корабите им достигат до Астурия и Португалия. През 845 г. викингският вожд Рагнар ръководи нападение над Париж. Следват удари към Балеарските острови и Тоскана. През 911 г. друг датски викинг – Роло – основава Херцогство Нормандия в северна Франция. Европейците наричат тези езически северни пришълци нормани, тоест „северни хора“.
Със своите кораби дракари викингите извършват далечни плавания, достигайки първо Исландия, после Гренландия, а накрая – бреговете на Северна Америка в района на полуостров Лабрадор, Нюфаундленд и днешна Нова Англия. Тези открития се дължат на Ерик Рижия и сина му Лейф Ериксон. Те не са датчани, а норвежци, а откритията им са по-скоро случайни и биват забравени с времето.
Най-сериозни усилия датските викинги насочват към Англия. Нейното завоюване започва след 860 г. и е неотразимо. В рамките на няколко години падат всички англо-саксонски кралства освен Уесекс. Датчаните са принудени да се примирят с неговото съществуване, но в североизточната част на острова (Данелоу) се образуват поселения от викинги, които установяват свои обичаи и закони. Тяхното влияние се усеща и до днес. През Х в. кралете на Уесекс успяват да изтласкат нашествениците от повечето им завоевания, но през следващото столетие датчаните отново минават в настъпление. Стига се до пълното завоюване на Англия по времето на крал Кнут Велики (1014 – 1035) и обвързването ѝ в обща империя с Дания и Норвегия. Датската власт над Англия продължава до 1042 и е подновена след 1066 г. с нахлуването на Уилям Завоевателя. Макар да идва от Норманското херцогство, той също е с датски корени.

### Възникване на кралство Дания
Крале на датчаните са известни още от последните години на Карл Велики (768 – 814). Тогава се говори за Готфред, по-късно (826) за Харалд и за Харек. Тези полулегендарни личности са по-скоро вождове, отколкото крале. Повече сведения има за такъв вожд от Х в. – Горм Стария с вероятни години на управление 936 – 958. По това време столица на Дания е град Йелинг на полуостров Ютланд, където Горм оставя няколко камъка с надписи. Именно в тях е запазено първото използване на името Danmark. Традиционно обаче се приема, че началото на Дания е поставено с покръстването на сина на Горм – Харалд І Синезъби през 965 г. Неговото решение не означава веднага, че и другите викингски вождове приемат Светото учение. Один и Тор продължават да се почитат с предимство. Но началото на покръстването е поставено и наследниците на Харалд – синът му Свен I и внукът му Кнут Велики са вече християнски владетели. На същите камъни в Йелинг, Харалд нарежда да се изсече първото в Скандинавия изображение на Иисус Христос.
От Кнут Велики може да се говори за силна кралска власт в Дания. Неговият племенник Свен II приема архиепископът на Хамбург да отговаря за страната му, а в началото на ХІІ в. се появява и собствен датски архиепископ със седалище в Роскиле, който ръководи християнските дела в Норвегия и Швеция. Дванадесети век е белязан също с тежка междуособна война и с възстановяването на страната при управлението на Валдемар I Велики (1154 – 1182). С помощта на архиепископ Абсалон този крал превръща Дания в първостепенна сила в Балтийско море. Поставя се началото на конфликтите с Ханзата (съюзът на северногерманските градове), с тевтонците за контрол над Прибалтика, както и на по-късната столица Копенхаген.

### Начало на датското могъщество
Възходът на Дания продължава при Валдемар II (1202 – 1241). Той не само довършва завладяването на Естония, но поставя под контрол Мекленбург и Померания, области по германското крайбрежие на Балтийско море. Завоеванията в Прибалтика стават под прикритието на кръстоносната идея, тъй като в тези земи все още за езически. Ключовата битка е при Линданисе (1219) – Валдемар и тевтонските му съюзници побеждават местните племена и започват да ги покръстват. След това обаче страната губи много от силата си. След няколко поражения, най-важното от които е при Борнхьовед (1227) северогерманските държавици с подкрепата на Ханзата отблъскват датските претенции в региона на Холщайн и Мекленбург. Валдемар е известен също с това, че по негово време се въвежда съвременното датско знаме (Данебруг) и със създаването на нов кодекс, който уеднаквява системите в отделните части на кралството. Той се използва чак до ХVІІ в.
В началото на ХІV в. Дания е страна на сериозно напрежение. Местните феодали отказват да се подчиняват на короната, църквата също е в конфликт с нея. Между 1332 и 1340 г. държавата няма крал и изгубва единството си. Все пак накрая законният наследник Валдемар IV Атердаг възвръща властта си. След продължителни и упорити борби той възстановява силата ѝ.

## Калмарска уния и войни с Швеция

### Калмарската уния (1397 – 1523)
В края на ХІV в. в Скандинавия вече здраво са утвърдени трите кралства произхождащи от старите викинги – Дания, Швеция и Норвегия. Дъщерята на Валдемар ІV Маргарета І, която е омъжена за норвежкия крал, има планове да обедини двете монархии, заедно с третата. Тя се оказва способна и енергична жена и бързо съумява да постигне целта си. Шведите се съпротивляват и гледат надменно на амбициите ѝ, но след битката при Фалчопинг (1389) армията им е разбита а кралят – пленен. Една от причините за лесния успех е страхът на много шведи от засиващия се германски експанзионизъм (шведски крал дотогава е Албрехт от Мекленбург). Ето защо съюзът на трите монархии в началото е желан от всички. През 1397 г. Маргрета посочва за общ крал своя племенник Ерик Померански и на 17 юни 1397 г. с договора от Калмар съюзът влиза в сила. Под неговата обща власт попадат също Исландия, Гренландия и Фарьорските острови, а Маргарета крои план за династичен съюз и с Англия и възстановяването на „голямата северна империя“ от времето на Кнут.
В Калмарската уния Дания е действителният господар. Именно в нейната столица Копенхаген се събират представителите на трите съвета. Маргарета остава фактически владетел на унията до смъртта си през 1412 г. Нейната прозорливост и дипломатически умения поддържат държавите заедно, но при самостоятелното управление на Ерик ситуацията се променя. Тежката му война с Холщайн, която завършват с неуспех, води до повишаване на данъците, до голямо въстание в Швеция против унията (на Енгелбрект Енгелбректсон) и до срив в подкрепата за съюза. През 1448 г. шведите избират отделен крал (Карл VIII), който съперничи на датския крал Кристиан I (1448 – 1481). Разгарят се войни между Дания и Швеция, като унията ту се възстановява, ту се прекратява. Това продължава и при властването на Ханс (1481 – 1513) и Кристиан II (1513 – 1523). През 1520 г. неговите войски завладяват Стокхолм и избиват няколко десетки видни граждани. Тази „Стокхолмска кървава баня“ води до скъсване на всякакви приятелски връзки между двата народа. В крайна сметка през 1523 г. в Швеция се възцарява Густав I Васа, което представлява край на Калмалската уния.
През цялото време отношенията на Дания с Норвегия са много по-хармонични. Ето защо съюзът между двете се запазва много след края на тройната уния. Те остават под общата власт на датските крале до 1814 г. – добър пример за династична федеративна държава.

### Реформацията в Дания
1523 г. е важна не само с края на унията, но и със свалянето на Кристиан ІІ от неговия чичо Фредерик I. С това започва десетилетие на господство на феодалите, граждански войни, селски бунтове и други размирици. През 1534 г. синът на Фредерик – Кристиан III е признат за крал, но още година воюва с противниците си преди да се утвърди като едноличен господар. Никой друг датски крал не е пролял толкова кръв, за да стигне до престола, но и никой не е разполагал с толкова силна власт. Ето защо Кристиан смело въвежда своята лутеранска вяра, отнема имотите на църквата, за да изплати заплати на наемните си войски.
Реформацията (появата на протестантството) започва в Германия около 1517 г. с дейността на Мартин Лутер. Този духовник-реформатор създава умереното протестантско учение лутеранство и оказва голямо влияние върху всички скандинавски общества. Ако за датския крал водещ мотив е желанието да контролира църквата и да се възползва от богатствата ѝ, то за обикновените датчани по-важно е да имат Библията преведена на родния им език. Първият превод се появява в Копенхаген през 1524 г. и става истински бестселър. На следващата година монахът Ханс Таусен лично се среща с Лутер и започва да проповядва неговите идеи. Това му коства затвор, но Фредерик І го прави личен изповедник и така го спасява от по-нататъшно преследване. Впоследствие думите на Таусен привличат все повече граждани към лутеранството, особено в столицата.
При Кристиан ІІІ започват действия против католическата църква. Затворени са францисканските манастири, а монасите са прогонени. Подтиквани от католическите свещеници селяните се вдигат на бунт, който продължава до 1536 г. Кралят налага волята си и не дава на поданиците си никакъв избор. На 30 октомври той издава декрет, с който обявява лутеранството за религия на всички датчани. След това изпраща кораби с проповедници в Норвегия и Исландия да въведат новата вяра.

### Поражения от Швеция
Конфликтът между Дания и Швеция за контрол над балтийската търговия преминава през няколко тежки войни и води до свиването на датското влияние. През 1523 г. Дания все още е водеща страна в региона, а век и половина по-късно, въпреки все още значителната си територия, е малка военна и политическа сила. Първата война между двете монархии след края на Калмарската уния избухва през 1563 г. Известна е с името Северна седемгодишна война. Дания се стреми да възстанови властта си над цяла Скандинавия, а Швеция – да изолира датчаните от Балтийско море. Войната е равностойна и завършва без териториални промени. По подобен начин се развива и Калмарската война (1611 – 1613) – последният път, в който Дания има известно надмощие над Швеция.
Равновесието се променя по време на Тридесетгодишната война, където двете държави се оказват в един и същи лагер. Датското участие, инициирано от Кристиан IV (1588 – 1648) през 1625 г., завършва катастрофално след битката при Лутер. За разлика от това шведите печелят забележителни победи и успяват да си извоюват име на непобедими воини. Докато войната все още продължава, Дания се обръща против съседите си и напада техните владения. В същото време тя повишава таксите за преминаване на Датските протоци. Шведският генерал Ленарт Торстенсон тръгва от Германия на север, окупира Ютланд, а по море се развихря ожесточена война. Първоначалните морски успехи на Дания са неутрализирани от намесата на нидерландците. Само нуждата да се продължат действията в Германия спасява Дания от пълен разгром. Шведско-датската война (1643 – 1645) завършва с договора от Брьомсебро. Дания губи провинция Емтланд (в Норвегия) и остров Йозел (сега Сааремаа).
Истинската катастрофа за Дания настъпва по време на Малката северна война (1655 – 1660). Изненадващият марш на шведите по леда сковал протоците хваща крал Фредерик III неподготвен за отбрана. Набързо е подписан мирът в Роскиле („Паническият мир“), смятан за най-тежкия в датската история. Гордата монархия губи всичките си владения в южната част на Швеция, включително богатата обаст Сконе (Скания). Временно са отнети част от Норвегия (около Тронхайм) и остров Борнхолм. Болезнената загуба на Скания (там населението е с ясно датско съзнание) кара новия крал Кристиан V да внимателно да подготви контраудар. Шансът идва през 1676 г. Тогава Швеция търпи поражение от Бранденбург и за момент изглежда уязвима. Датските войски нахлуват в Скания и там именно се съсредоточават основните военни действия. Сконската война вижда героизъм и от двете страни, особено в битката при Лунд (декември 1676) – най-кървавата в датската история. Все пак бойният дух на шведите надделява и те успяват да запазят владенията си (не без подкрепата на френския крал Луи XIV).

## Дания в ново време

### Вътрешно и стопанско развитие (ХVІІ – ХVІІІ век)
Основната последица от поражението през 1658 г. е установяването на кралски абсолютизъм. Фредерик ІІІ убеждава аристокрацията да му отстъпи част от властта си в името на това да се съхрани държавата. В началото на 1661 г. в официално писмо до институциите той обявява, че поема „за себе си и за потомците си пълен суверенитет, абсолютно управление и всички кралски прерогативи“. Всички приемат без възражения новия модел, който се запазва до средата на ХІХ в.
По времето на Кристиан ІV (през 1620 г.) е основана датска колония в Индия – Транкебар, както и няколко малки поста в близост до нея. Създадена е Датска източноиндийска компания. Надеждите на краля така да се осигурят по-големи доходи обаче не се осъществяват. Същият владетел полага усилия да развие промишлено производство, особено за нуждите на армията. В това отношение също не се постига сериозен успех. Дания остава предимно аграрна страна, чиито главни доходи идват от таксите вземани за преминаване на кораби през протоците. Земята е притежание на няколко стотин богати собственици, но традиционно селяните са свободни. След 1733 г. се прави опит да се въведе крепостничество като източник на евтин труд, но то не се развива и е отменено официално след половин век.
През втората половина на ХVІІІ в. в Дания навлизат просвещенските идеи, особено теориите за персоналната свобода. По времето на Кристиан VII (1766 – 1808) властта в държавата попада в ръцете на германския лекар Йохан Фридрих Щрунзе. Вдъхновен от Просвещението, той опитва да извърши радикални реформи (свобода на пресата и религията), но постига единствено своя арест (1772) и съд. Нови реформатори продължават делото му в самия край на века. Те въвеждат свободната търговия и задължителното начално образование.

### Великата северна война
Междувременно в началото на ХVІІІ в. Дания има шанс да си върне изгубените по-рано земи. Тя се включва с Полша и Русия в т.нар. Северен съюз (1699), насочен срещу Швеция. Военните действия започват през пролетта на 1700 г. Датчаните нападат шведското владение Холщайн-Готорп, а поляците и руснаците – Ливония. Тогава 18-годишният шведски крал Карл XII организира дръзка контраатака, насочена първо против Дания. С помощта на английския флот той стоварва войските си край Копенхаген и поставя Дания в безизходица. Мирният договор в Травендал (18 август 1700) е милостив към датчаните, защото Карл бърза да се прехвърли против Русия. Не са им отнети земи, но трябва да платят голям откуп. От щастливото разминаване с катастрофата остава само унижението.
След поражението на шведите при Полтава Дания се включва отново във военните действия. През 1709 г. войските ѝ навлизат в южна Швеция, но действат мудно и неуверено и не успяват да се разгърнат. На следващата година те търпят поражение при Хелзинборг и се спасяват на островите си. Това е последното стъпване на датска армия оттатък протока Зунд. В резултат Дания не успява да спечели нищо от поражението на Швеция във войната.

### Наполеоновите войни. Загубата на Норвегия
Столетието след битката при Хелзинборг е време на мир за Дания. Приела най-после загубата на Скания, тя преминава към политика на неутралитет. Неучастието ѝ в големите европейски конфликти (Седемгодишната война, Войната за независимост на Америка) ѝ носи недвусмислени ползи. Селскостопанската ѝ продукция се продава по целия континент, особено живия добитък. Тласък получава и промишлеността, за първи път се развива оръжейно производство. Дания създава голям и много успешен търговски флот, който отстъпва по брой само на английския. Същевременно отношенията с Швеция за първи път от много време се нормализират. Този период се свързва с името на първия министър Йохан Хартвиг фон Бернщоф – германец от Мекленбург.
В епохата на Наполеоновите войни обаче за Дания е все по-трудно да остане неутрална. През 1800 г. тя влиза в съюза на неутралните държави (с Русия, Прусия и Швеция), който има за цел да ограничи британското господство по море. Лондон изпраща корабите си и през април 1801 г. се разразява тежка битка край Копенхаген. Макар че отстъпват, датчаните показват дух и завидни умения. През 1807 г. Наполеон I обявява Континентална блокада. Англичаните поставят пред Дания ултиматум да влезе в съюз с тях и когато малката страна проявява колебание, корабите им отново нападат столицата. Копенхаген е наполовина разрушен от тяхната артилерия. „Това е най-жестокият удар, понесен от Дания след шведските опустошения преди сто и петдесет години“, твърдят историците. Така че е ясно защо Фредерик VI (1808 – 1839) става френски съюзник. Резултатът е, че когато през 1814 г. Франция капитулира и Наполеон е свален, победителите решават да отнемат Норвегия и да я предадат на Швеция като компенсация за това, че през 1809 г. Русия ѝ отнема Финландия. Опитът на Норвегия да обяви независимост е игнориран. Вековните връзки между двете северни монархии са скъсани завинаги.

### Дания през 1815 – 1864 г.
След като остава малка държава, в Дания се развива класическо буржоазно общество. За втори път настъпва време на прогрес и вътрешен мир. Не е случайно, че в страната не се случват революции, както в останалата част от Европа. През 1849 г., под влияние на „пролетта на народите“ крал Фредрик VII се отказва от абсолютната власт и се съгласява да допусне гражданите до участие в управлението. Приета е първата датска конституция, която признава всеобщо право на глас за мъжете, свобода на пресата и създаване на двукамарен парламент. Неговата долна камара се съставя след избори, а в горната заседават богатите земевладелци, които получават местата си по право. Така страната се превръща в конституционна монархия.
В тази епоха Дания се оказва обвързана с тежкия въпрос за Шлезвиг-Холщайн. Тези две херцогства в южната ѝ част са в лична уния с нея, олицетворявана само от владетеля. Южното, Холщайн, е населено изцяло с германци, докато в северното, Шлезвиг, преобладават датчаните, но има германско малцинство. През 1815 г. датският крал е принуден да се съгласи да им даде автономия, което той не прави поради силната съпротива на датското общество. През 1830 г. Прусия и Австрия настояват за изпълнение на обещанието, а през 1848 г. се отприщва вълна от германски национализъм, който обвинява Дания в потъпкване на човешките права. Прусия поема защитата на онеправданите германци, но започналите военни действия са прекратени по настояване на Русия. С ловкост датчаните успяват да съхранят единството на своята държава.
През 1863 г. парламентът приема нова конституция. Тя е обща за Дания и херцогствата и представлява опит да се избегне въпросът за тяхното отделяне. Тъкмо в този критичен момент умира последният крал от старата династия Олденбург и на власт идва Кристиан IX Глюксбург – германец, който вижда проблема от друг ъгъл. Той се съгласява да се раздели с Холщайн с надеждата да спаси Шлезвиг. Швеция му обещата военна помощ при евентуално германско нападение, но тя не идва, когато в началото на 1864 г. австро-пруски войски окупират херцогството. Няма я и когато те нахлуват в Шлезвиг. Накрая армията на съюзниците завзема дори южните части на Ютланд, населени изцяло с датчани. Шокираната Дания е принудена да признае загубата на толкова много територии. Една миниатюрна част от Шлезвиг остава за нея. В отнетите земи започва асимилация на датското население.

### Обществено развитие 1864 – 1914 г.
Най-важната характеристика от втората половина на ХІХ в. е индустриализацията в Дания. Донякъде тя е стимулирана от поражението през 1864 г. Най-важният въпрос остава този за земята, но той най-после е решен. Всички, които искат да я обработват, се сдобиват със земя. Държавата ръководи този процес и го подпомага с големи суми. Големите земеделски стопанства бързо въвеждат модерни технологии, а малките ги следват. Към края на века монополът на големите мандри и стопанства е разбит и все повече хора се заемат с преработка на храни. В страната се организират стотици кооперации и спестовни каси. Дания става предпочитан износител на качествени животински и земеделски продукти. С голяма скорост нараства броят на парните машини: за 70 години (1839 – 1909) те се увеличават от 31 на почти 7000. Все повече са и фабриките. В началото на ХХ в. има около 100 хил. работници, което означава, че започва да се оформя работническо съсловие.
Това е времето, когато се появяват първите политически партии. Те са традиционните за Европа консерватори, либерали и социалисти. Основател и идеолог на Консервативната партия е Якоб Еструп – богат земевладелец, който поема вътрешното министерство през 1865 г. Противник на принципа за всеобщо право на глас, той съдейства за приемането на нова конституция (1866) и свежда избирателите до 10 000 от „най-добрите мъже на Дания“. Безцеремонният характер на този ход предизвиква появата на Либерална партия, която печели мнозинство през 1872. Обаче Кристиан ІХ поставя Еструп начело на правителството и блокира амбициите на либералите за възстановяване на изборните права. Причината е, че според него и мнозинството датчани именно консерваторите могат да предпазят малка Дания от нарастващата заплаха от страна на Германия. Действително, Еструп успява да построи укрепления около Копенхаген и едва тогава се оттегля от властта (1894).
В края на ХІХ в. се появява работническото движение в Дания. То започва със създаването на профсъюзи, които не изразяват революционни идеи. Така е и с появилата се през 1871 г. Социалдемократическа партия. Въпреки че официално изповядва марксизма, тя всъщност е отворена към буржоазните слоеве. Пред 1885 г. редица стачки показват силата ѝ, но това остава най-големият трудов конфликт в историята на страната. През 1899 г. се стига до „исторически компромис“ между работници и работодатели, които вместо да спорят, обединяват усилия за повишаване стандарта на живот.

## Съвременна Дания

### Неутралитет през Първата световна война
След поражението от 1864 г. антинемските чувства в Дания бушуват с особена сила. Правителството е притеснено от нарастващата мощ на Втория райх и си дава сметка, че рано или късно ще се издигнат претенции за целия полуостров Ютланд. То е убедено, че най-добрата политика е неутралитетът, но се опасява, че не ще може да я спази, защото стратегическото положение на страната предполага интервенция както на Германия, така и на Великобритания и Русия. През август 1914 г. Германия изисква Дания да заеме благосклонен неутралитет, както и да минира протоците Голям и Малък Белт. Великобритания не се противопоставя, тъй като разбира безизходното положение на страната.
Влошаването на жизнения стандарт през войната радикализира левицата, но тя не приема революционните лозунги, които шестват в Европа. На изборите от 1918 г. побеждават либералите, а не управляващата Радикална партия, както се е очаквало. Новото правителство на Карл Зале отнема привилегиите на едрите земевладелци, приема осемчасовия работен ден, прави и други отстъпки пред работниците, за да за избегне революционни изстъпления.
На 10 февруари 1920 г., съгласно точките на Версайския мирен договор, се провежда плебисцит в Шлезвиг. По-голямата част от областта (северен Шлезвиг) гласува за преминаване в Дания. Така се възстановява справедливостта, потъпкана половин век по-рано.

### Създаване на социалната държава
Социалдемократите печелят изборите за първи път през април 1924 г. и правителството на техния лидер Торвалд Стаунинг се заема да извърши реформите, предвидени година по-рано в тяхната програма. Той обаче не успява да се справи с трудностите пред земеделските стопани и не намалява безработицата, която достига рекордните 22%. Второто му управление е много по-успешно, благодарение на подкрепата на социаллибералите на Петер Мунх. Стаунинг остава начело на страната 13 години (1929 – 1942) до смъртта си. Заради усещането на обикновените датчани, че „държавата взема от бедните, за да дава на богатите“ сега той е много по-смел спрямо 1924 г. Голямата депресия го убеждава да ограничи свободното движение на капиталите в страната, да обложи работодателите с по-големи данъци, а увеличените средства да използва за социални мероприятия. С това предизвиква остри конфликти, безработицата в някои сектори скача до 50%, фирмите заплашват с масови уволнения (1933). В тази обстановка Стаунинг се втурва да обезпечи социално нуждаещите се и постига сериозни успехи – бързо увеличаване на заетостта, както и на доходите. Когато за пореден път социалдемократите печелят изборите (1939), над Европа вече е надвиснала сянката на нацизма.

### Дания под германска окупация
Възходът на хитлерова Германия предизвиква основателен смут в датските управляващи среди. Ясно е, че малката страна не може да окаже никаква съпротива при евентуално нападение, остава само надеждата да се уважи нейния неутралитет, както през предишната война. През 1939 г. Хитлер налага на трите скандинавски държави пактове за ненападение, но сътрудничеството на Норвегия с английските и френските морски сили кара фюрерът да промени намеренията си. Той плланира нападение срещу Дания като стъпка към подчиняването на Норвегия, за да получи нейната желязна руда и да затвори пристанищата ѝ. На 9 април 1940 г. германците минават границата в Ютланд и извършват десант на главния остров Зееланд. Съпротивата е епизодична, загиват само 16 войници. Крал Кристиан X подписва документа за капитулация. Германците заявяват, че Дания ще продължи да се управлява както дотогава, но разполагат на територията ѝ военни бази. Скоро след това те нападат Норвегия и също я окупират. Исландия и Фарьорските острови са завзети от англичаните. Те насърчават настроенията за независимост, което ще доведе през 1944 г. до създаването на Република Исландия.
Стаунинг формира правителство от всички партии. Кралят запазва функциите си. Датските нацисти не са натрапени на ключови постове. Все пак повечето изисквания на окупаторите следва да бъдат изпълнявани. Така например след нападението срещу СССР Хитлер нарежда ръководителите на датската комунистическа партия да бъдат арестувани. По-твърда е позицията на Дания относно депортирането на евреите. От общо 7800 евреи 7220 са спасени в Швеция.
Със затягането на Втората световна война нацистите решават да установят пълен контрол над Дания. През 1943 г. тя остава без правителство, а кралят емигрира в Лондон. Това положение се запазва до 5 май 1945 г., когато германските сили в Копенхаген капитулират. Това се случва само три дни преди края на войната в Европа.

### Дания след Втората световна война
След края на войната Дания си връща контрола върху Фарьорските острови. През 1953 г. е приета нова конституция, чрез която се осъществяват значителни реформи: премахната е горната камара на парламента, осигурено е право на глас на жените, а Гренландия получава автономия и вече не е със статут на колония. Дания се включва активно в изграждането на западния блок по време на Студената война. Участва в ООН, а през 1949 г. съдейства за създаването на НАТО. През 1952 г. пет северни държави (Дания, Швеция, Норвегия, Финландия и Исландия, в действителност участниците в някогашната Калмарска уния) образуват Северен съвет с парламент, в която всяка страна има квота. През 1972 г. на референдум датчаните решават да влязат в Европейската икономическа общност, предшественик на ЕС и от 1 януари 1973 г., заедно с Ирландия и Великобритания, са пълноправен член. Въпреки огромните ползи, които носи това членство, Дания е колеблива по други европейски инициативи. На нов референдум през 2000 г. тя отхвърля въвеждането на общата валута – евро.
Вътрешното развитие на страната е характерно с надмощието на социалдемократите, които управляват дълги периоди (1947 – 1950, 1953 – 1968, 1971 – 1973, 1975 – 1982, 1993 – 2001). Те доразвиват започнатата по-рано политика на социалната държава. Особено важни са реформите през 1958 г. В резултат датчаните се радват на големи пенсии, почти безплатно и отлично уредено здравеопазване, пълни обезщетения при болест, бременност или трудова злополука. Стремежът към създаване на обширна и богата средна класа се изразява с думите, че „малцина са богати и малцина са бедни“. Дания става страна за пример в това отношение и притегателна точка за хиляди емигранти.
Нарастващите социални разходи са възможни поради благоприятните икономически реалности в света. Следвоенната финансова криза е преодоляна в началото на 50-те години, когато се отчита всеобщ подем на икономиката. Дания продължава да изнася качествени селскостопански стоки, чиито цени растат, докато цените на суровините, от които се нуждае, спадат. Все пак политиката на социалдемократите води до редовни дефицити и постепенно изчерпва кредита на доверие. След 1982 г. те все по-често споделят властта с другите партии – правителството на консерватора Поул Шлютер (1982 – 1993), либералната епоха на Андерс Фог Расмусен и Ларс Локе Расмусен (2001 – 2011 и 2015 – 2019). Сериозните критики към социалната държава мотивират постепенното преминаване към по-скромни разходи.
От 1972 г. престолът в Дания се заема от Маргарета II.